# 서울특별시 건축상
서울특별시 건축상은 건축의 공공적 가치를 구현하여 삶의 질을 향상시킨 우수한 건축물을 장려하고 서울의 건축문화와 건축기술 발전에 기여한 건축작품을 선정하여 시상하고 있다.
27년간 시행해오던 서울특별시 건축상은 2009년부터 건축의 문화적 확산과 시민과의 소통을 위한 서울건축문화제로 발전하여 시행하고 있다.

## 대상 수상자 명단
| 대상 | 대상                | 대상                        | 대상                          |
| 연도 | 수상자              | 건축사사무소                | 건축명                        |
| ---- | ------------------- | --------------------------- | ----------------------------- |
| 2000 | 정승권              | 아르키움                    | 어반하이브                    |
| 2001 | 강기세              | AKDC(범,창조,희림)          | ASEM 오피스타워               |
| 2002 | 류춘수              | 정림건축종합건축사사무소    | 서울월드컵경기장              |
| 2003 | 한종률              | 삼우 종합건축사사무소       | 서울시립미술관                |
| 2004 | 마리오 보타         | 창조 종합건축사사무소       | 교보생명 서초사옥             |
| 2005 | 박승                | 삼우 종합건축사사무소       | 삼성미술관 리움               |
| 2007 | 류재은              | 종합건축사사무소 시건축     | 논현동 의화빌딩               |
| 2008 | 도미니크페로 심재호 | 범건축 종합건축사사무소     | 이화여자대학교 캠퍼스복합단지 |
| 2009 | 김인철              | 건축사사무소 아르키움       | 어반하이브                    |
| 2010 | 이필훈              | 정림건축 종합건축사사무소   | 타임스퀘어                    |
| 2011 | 장기욱              | 보이드아키텍트 건축사사무소 | 서울대학교 사범교육 협력센터  |
| 2012 | 최문규              | 가아 건축사사무소           | 숭실대학교 학생회관           |
| 2013 | 한종률              | 삼우 종합건축사사무소       | 서울시립 북서울미술관         |
| 2014 | 이소진              | 아뜰리에 리옹 서울          | 윤동주문학관                  |
| 2015 | 정재헌              | 유림피엔씨 건축사사무소     | 도천라일락집                  |
| 2016 | 최재원              | 디자인그룹오즈건축사사무소  | 구산동도서관마을              |
| 2017 | 장윤규              | 운생동건축사사무소          | 한내 지혜의 숲                |
| 2018 | 김찬중              | 더시스템랩건축사사무소      | PLACE 1                       |
| 2019 | 백상진              | 팀텐 건축사사무소           | 마포문화비축기지              |
| 2020 | 임재용              | 건축사사무소오씨에이        | 클리오 사옥                   |

## 최우수상 수상자 명단
| 최우수상 | 최우수상          | 최우수상                       | 최우수상                                     |
| 연도     | 수상자            | 건축사사무소                   | 건축명                                       |
| -------- | ----------------- | ------------------------------ | -------------------------------------------- |
| 2000     | 서혜림            | 건축사사무소 힘마              | 서울시청 어린이집                            |
| 2000     |                   | 창조종합건축사사무소           | LG강남타워 및 아트센터                       |
| 2001     | 이강우            | Aoyama Studio                  | 서울대학교 스포츠 콤플렉스                   |
| 2001     | 이성관            | 건축사사무소 한울건축          | 거여지구 3단지 아파트                        |
| 2002     | 정영균            | 희림 종합건축사사무소          | 한국산업은행                                 |
| 2002     | 곽재환            | 맥건축                         | 은평구립도서관                               |
| 2003     | 이영희            | 희림 종합건축사사무소          | 마포 문화체육센터                            |
| 2003     | 이기범            | 신도시 종합건축사사무소        | 동부금융센터                                 |
| 2004     | 이종찬            | 원양 건축사사무소              | 공군회관                                     |
| 2004     | 심성보            | 포스코에이앤씨 건축사사무소    | 포스틸타워                                   |
| 2005     | 박승              | 삼우 종합건축사사무소          | 삼성미술관 리움(2)                           |
| 2005     | 장누벨            | 삼우 종합건축사사무소          | 삼성미술관 리움(3)                           |
| 2010     | 이성관            | 건축사사무소한울건축           | 탄허대종사기념박물관                         |
| 2011     | 정미              | 이온에스엘디                   | 남산스테이트타워                             |
| 2011     | 신창훈            | 운생동 건축사사무소            | 옐로우 다이아몬드                            |
| 2011     | 이두열            | 소리건축연구소                 | 경희대학교 무용학부관                        |
| 2012     | 전숙희            | WISE ARCHITECTURE              | 전쟁과 여성인권 박물관                       |
| 2012     | 김용미            | 금성 종합건축사사무소          | 한성 백제박물관                              |
| 2012     | 윤승현            | 건축사사무소 인터커드          | 도화공영주차장 및 복합청사                   |
| 2012     | 김진구            | 정림건축 종합건축사사무소      | 최우수상                                     |
| 2013     | 이충기            | 서울시립대학교                 | 서울시립대 선벽원                            |
| 2013     | 조정구            | 구가도시건축                   | 진관사 역사관                                |
| 2013     | 조남호            | 솔토지빈 건축사사무소          | 방배동 집                                    |
| 2013     | 장윤규            | 운생동건축사사무소             | 성수문화복지회관                             |
| 2014     | 조성기 김형종     | 건축사사무소 오퍼스            | 가회동성당                                   |
| 2014     | 정일교            | 건축사사무소 엠에이알유        | 아름지기                                     |
| 2014     | 김승희            | 경영위치 건축사사무소          | 라파엘센터                                   |
| 2015     | 최문규            | 가아건축사사무소               | 현대카드 뮤직라이브러리                      |
| 2015     | 김동진            | 로디자인                       | 논현 마트료시카                              |
| 2015     | 전숙희            | 와이즈건축                     | 어둠 속의 대화_북촌                          |
| 2015     | 이민아            | 협동원 건축사사무소            | 서울강남지구 A4BL 공동주택                   |
| 2016     | 인의식            | 종합건축사사무소연미건축       | 경농사옥                                     |
| 2016     | 홍영애            | 건축사사무소moldproject        | 불암골 행복발전소                            |
| 2016     | 박인영            | 건축사사무소 에스에스에이아이  | 어쩌다가게@망원                              |
| 2016     | 윤승현            | 건축사사무소 인터커드          | 홍현:북촌마을 안내소 및 편의시설_북.촌.사.이 |
| 2017     | 김성우            | 엔이이디 건축사사무소          | 더북컴퍼니 사옥                              |
| 2017     | 이상대            | 스페이스연건축사사무소         | 논현동 d'A 프로젝트                          |
| 2017     | 김범준            | TOPOS건축사사무소              | SOLO HOUSE                                   |
| 2017     | 박도권            | 삼우종합건축사사무소           | kt 광화문빌딩 East                           |
| 2018     |                   | 해안종합건축사사무소           | 코오롱 One&Only타워                          |
| 2018     | 김현준            |                                | 은혜공동체 협동조합주택                      |
| 2018     | 신창훈            | 운생동건축사사무소             | 수락행복발전소                               |
| 2018     | 김재관            | 건축사사무소 무회건축          | 예진이네 집수리                              |
| 2019     | 데이비드 치퍼필드 | 데이비드 치퍼필드 건축사사무소 | 아모레퍼시픽 본사사옥                        |
| 2019     | 윤승현            | 건축사사무소 인터커드          | 서소문 역사공원 & 역사 박물관                |
| 2019     | 무목적 (無目的)   | 건축사사무소 moldproject       | 홍영애                                       |
| 2019     | KB청춘마루        | 종합건축사사무소 시담          | 김시원                                       |
| 2020     | 김희철            | 종합건축사사무소건원           | 송파 책박물관                                |
| 2020     | 임진우            | 정림건축종합건축사사무소       | 이대서울병원 이화여자대학교 의과대학         |
| 2020     | 강정은            | 건축사사무소에브리아키텍츠     | 중림창고                                     |
| 2020     | 박영서            | 건축사사무소에스오에이         | 통의동 브릭웰(BRICKWELL)                     |
| 2020     | 이현우            | 이집건축사사무소               | 공항고등학교                                 |